# Marenahalli, Hassan
Marenahalli là một làng thuộc tehsil Hassan, huyện Hassan, bang Karnataka, Ấn Độ.